# Суоярвская картонная фабрика
Суоя́рвская карто́нная фа́брика (ОАО «Суоярвская картонтара») — карельское предприятие, производитель бумаги и картона. Расположена в карельском городе Суоярви, является градообразующим предприятием.

## История
Построена в 1927 году. После Зимней войны фабрика перешла в собственность СССР. В марте 1941 года производство было ненадолго возобновлено. В 1945 году фабрика восстановлена как комбинат, имела две картоноделательные машины. с 1963 года получила наименование «Суоярвская картонная фабрика».
В 2003 году предприятие преобразовано в ООО «Суоярвская картонная фабрика», в 2004 году — в ОАО «Суоярвская картонтара».
Входила в состав холдинга «Петрозаводскмаш», в 2004 году перешла в собственность ОАО «Кондопога», в 2010 году перешла в собственность ООО «Автоматизация» из Санкт-Петербурга.
Котельная предприятия обслуживает не только нужды фабрики, но и города Суоярви.